# Canton de Damazan
Le canton de Damazan est une ancienne division administrative française située dans le département de Lot-et-Garonne, en région Aquitaine.

## Géographie
Ce canton était organisé autour de Damazan dans l'arrondissement de Nérac. Son altitude variait de 22 m (Monheurt) à 183 m (Caubeyres) pour une altitude moyenne de 90 m.

## Historique
Le canton de Damazan est l'un des cantons de Lot-et-Garonne créés en 1790, en même temps que les autres cantons français. Il a d'abord été rattaché au district de Casteljaloux avant de faire partie de l'arrondissement de Marmande, puis celui de Nérac en 1807, à nouveau celui de Marmande en 1926, et enfin celui de Nérac en 1942.

### Redécoupage cantonal de 2014-2015
Par décret du 26 février 2014, le nombre de cantons du département est divisé par deux, avec mise en application aux élections départementales de mars 2015. Le canton de Damazan est supprimé à cette occasion. Neuf de ses onze communes sont alors rattachées au canton de Lavardac, les deux dernières, Caubeyres et Fargues-sur-Ourbise, étant rattachées au canton des Forêts de Gascogne.

## Composition
Le canton de Damazan comprenait onze communes.
| Nom                   | Code Insee | Intercommunalité                           | Superficie (km2) | Population (dernière pop. légale) | Densité (hab./km2) |
| --------------------- | ---------- | ------------------------------------------ | ---------------- | --------------------------------- | ------------------ |
| Damazan (chef-lieu)   | 47078      | CC du Confluent et des Coteaux de Prayssas | 16,37            | 1 308 (2014)                      | 80                 |
| Ambrus                | 47008      | CC du Confluent et des Coteaux de Prayssas | 12,35            | 109 (2014)                        | 8,8                |
| Buzet-sur-Baïse       | 47043      | CC Albret Communauté                       | 21,15            | 1 319 (2014)                      | 62                 |
| Caubeyres             | 47058      | CC des Coteaux et Landes de Gascogne       | 14,39            | 246 (2014)                        | 17                 |
| Fargues-sur-Ourbise   | 47093      | CC des Coteaux et Landes de Gascogne       | 44,16            | 349 (2014)                        | 7,9                |
| Monheurt              | 47177      | CC du Confluent et des Coteaux de Prayssas | 11,44            | 204 (2014)                        | 18                 |
| Puch-d'Agenais        | 47214      | CC du Confluent et des Coteaux de Prayssas | 23,00            | 707 (2014)                        | 31                 |
| Razimet               | 47220      | CC du Confluent et des Coteaux de Prayssas | 7,18             | 317 (2014)                        | 44                 |
| Saint-Léger           | 47250      | CC du Confluent et des Coteaux de Prayssas | 5,79             | 157 (2014)                        | 27                 |
| Saint-Léon            | 47251      | CC du Confluent et des Coteaux de Prayssas | 9,60             | 311 (2014)                        | 32                 |
| Saint-Pierre-de-Buzet | 47267      | CC du Confluent et des Coteaux de Prayssas | 8,52             | 293 (2014)                        | 34                 |

## Démographie
| 1962  | 1968  | 1975  | 1982  | 1990  | 1999  | 2006  | 2011  | 2012  |
| ----- | ----- | ----- | ----- | ----- | ----- | ----- | ----- | ----- |
| 5 781 | 5 669 | 5 120 | 5 020 | 4 692 | 4 720 | 4 930 | 5 271 | 5 311 |

## Administration

### Conseillers généraux de 1833 à 2015
| Période                                  | Période          | Identité                                   | Étiquette                | Qualité                                                                                            |
| ---------------------------------------- | ---------------- | ------------------------------------------ | ------------------------ | -------------------------------------------------------------------------------------------------- |
| 1833                                     | 1836             | Étienne Henri de Soulages                  |                          | Colonel retraité Baron d'Empire Propriétaire du château et maire de Saint-Léon                     |
| 1836                                     | 1848             | Antoine Pons                               |                          | Propriétaire à Labroue, Damazan                                                                    |
| 1848                                     | 1861 (décès)     | Comte Claude Charles Alexandre de Beaumont |                          | Ancien officier (lieutenant de gendarmerie) Propriétaire à Buzet-sur-Baïse                         |
| 1861                                     | 1871             | Pierre-Paul-Lambert Salelles               |                          | Juge de paix à Damazan Président du Tribunal civil de Nérac (à partir de 1868)                     |
| 1871                                     | 1883             | Pierre Dupuy                               | Républicain              | Notaire - Maire de Damazan (1876-1900)                                                             |
| 1883                                     | 1886             | Georges Gayraud                            | Droite                   | Notaire - Maire de Buzet-sur-Baïse(1884-1887)                                                      |
| 1886                                     | 1900 (décès)     | Pierre Dupuy                               | Républicain              | Maire de Damazan (1876-1900)                                                                       |
| 1900                                     | 1906 (démission) | Léopold Fabre                              | Républicain              | Avocat au barreau de Marmande Député (1902-1906)                                                   |
| 1906                                     | 1907             | Sylvain Bacqué                             | Rad.                     | Médecin, maire de Damazan (1908-1912)                                                              |
| 1907                                     | 1913             | Léon Dupouy                                | Rad.                     | Maire de Damazan (1912-1919), conseiller d'arrondissement                                          |
| 1913                                     | 1915 (décès)     | Étienne Barreau (1881-1915)                | Républicain              | Adjoint au maire de Damazan Mort pour la France à Dainville (Pas-de-Calais) le 10 juillet 1915     |
| 1915                                     | 1919             | siège vacant                               |                          | |
| 1919                                     | 1940             | Jean Baillet (1873-1951)                   | Rad.anti-Front Populaire | Propriétaire cultivateur Maire de Puch-d'Agenais (1912-?), conseiller d'arrondissement (1907-1919) |
|                                          |                  |                                            |                          | |
| 1945                                     | 1972 (décès)     | Pierre Landoyer                            | SFIO puis PSU puis FGDS  | Enseignant Maire de Damazan (1953-1956)                                                            |
| 1972                                     | 2004             | Jean-Romain Argacha                        | PS puis UMP              | Instituteur Maire de Damazan (1995-2008)                                                           |
| 2004                                     | 2015             | Michel de Labat de Lapeyrière              | UMP                      | Agriculteur Maire de Saint-Léger (1995-2020)                                                       |
| Les données manquantes sont à compléter. |                  |                                            |                          | |

### Conseillers d'arrondissement (de 1833 à 1940)
| Période                                  | Période      | Identité         | Étiquette       | Qualité |
| ---------------------------------------- | ------------ | ---------------- | --------------- | --- |
| 1833                                     | 1836         | Bernard Nuguès   |                 | Maire de Puch (1830-1836)                                                                                   |
| 1836                                     | 1842         | Pierre Dubarry   |                 | Greffier de la justice de paix à Damazan                                                                    |
| 1842                                     | 1848         | M. Pons fils     |                 | Propriétaire à Damazan                                                                                      |
|                                          |              |                  |                 | |
|                                          | 1886 (décès) | Charles Camus    |                 | Médecin, maire de Buzet-sur-Baïse (1870-1883)                                                               |
| 1886                                     | 1898         | Martial Neuville | Républicain     | Maire de Buzet-sur-Baïse (1892-1896)                                                                        |
| 1898                                     | 1907         | Léon Dupouy      | Radical         | Maire de Damazan (1900-1908)                                                                                |
| 1907                                     | 1919         | Jean Baillet     | Radical         | Propriétaire cultivateur, maire de Puch-d'Agenais                                                           |
| 1919                                     | 1928         | M. Martin        | Républicain     | Président du Conseil d'arrondissement                                                                       |
| 1928                                     | 1940         | Jean Lalubin     | Radical puis RG | Propriétaire à Damazan                                                                                      |
| 1940                                     |              |                  |                 | Les conseils d'arrondissement ont été suspendus par la loi du 12 octobre 1940 et n'ont jamais été réactivés |
| Les données manquantes sont à compléter. |              |                  |                 | |